# كريستوفر جونز (كاهن كاثوليكي)
كريستوفر جونز (بالإنجليزية: Christopher Jones)‏ (و. 1936 – 2018 م) هو كاهن كاثوليكي أيرلندي، ولد في مقاطعة روسكومون، توفي في سلايغو، عن عمر يناهز 82 عاماً.

## مناصب
تولى منصب أسقف كاثوليكي (منذ 15 أغسطس 1994)
- أسقف أبرشية [الإنجليزية]‏

.

## التعليم
تعلم في Maynooth University ‏
.